# Sphaerodactylus streptophorus
Espèce
Statut de conservation UICN

 VU  : Vulnérable
Sphaerodactylus streptophorus est une espèce de geckos de la famille des Sphaerodactylidae.

## Répartition
Cette espèce est endémique d'Hispaniola.

## Liste des sous-espèces
Selon The Reptile Database (18 juin 2012) :
- Sphaerodactylus streptophorus sphenophanes Thomas & Schwartz, 1983
- Sphaerodactylus streptophorus streptophorus Thomas & Schwartz, 1977

## Publications originales
- Thomas & Schwartz, 1977 : Three new species of Sphaerodactylus (Sauria: Gekkonidae) from Hispaniola. Annals of Carnegie Museum, vol. 46, p. 33-43.
- Thomas & Schwartz, 1983 : Part 2. Sphaerodactylus savagei, S. cochranae, S. darlingtoni, S. armstrongi, S. streptophorus, and conclusions, p. 31-60 in Schwartz & Thomas, 1983 : The difficilis complex of Sphaerodactylus (Sauria, Gekkonidae) of Hispaniola. Bulletin of Carnegie Museum of Natural History, vol. 22, p. 1-60.